# Једнопартијска држава
Једнопартијска држава или једнопартијски систем је ауторитативни и тоталитарни облик државног уређења са једном политичком партијом, која поставља све државне функционере из својих редова и врши утицај на све делове друштва. У највећем броју случајева, друге партије бивају стављене ван закона. Идеологија политичке партије у једнопартијској држави је готово увек екстремна, било да се односи на левицу, тј. комунизам или десницу, тј. нацизам, фашизам, националистичке војне диктатуре, те апсолутистичке монархије.
Понекад, у држави формално влада вишепартијски систем (страначки плурализам), али и даље постоји владајућа партија која има доминантан утицај у влади и парламенту.
Владавина Комитета уније и напретка (CUP) у Османском царству након османског државног удара 1913. сматра се првом једнопартијском државом.

## Концепт
Једнопартијске државе се објашњавају разним методама. Заговорници једнопартијске државе најчешће тврде да је постојање одвојених партија у супротности са националним јединством. Други тврде да је једна странка авангарда народа, те да се стога њено право да влада не може легитимно довести у питање. Совјетска влада је тврдила да више партија представља класну борбу и због тога је Совјетски Савез правно овластио и признао једну партију која је водила пролетаријат, односно Комунистичку партију Совјетског Савеза.
Неке једнопартијске државе забрањују само опозиционе партије, док дозвољавају савезничким странкама да постоје као део сталне коалиције као што је народни фронт. Међутим, ове странке су у великој мери или потпуно потчињене владајућој странци и морају прихватити монопол владајуће партије као услов свог постојања. Примери за то су Народна Република Кина под Уједињеним фронтом, Национални фронт у бившој Источној Немачкој и Демократски фронт за поновно уједињење Кореје у Северној Кореји. Друге могу да ставе ван закона све друге странке, али да допусте нестраначким члановима да се кандидују за законодавна места као независни, као што је био случај са тајванским покретом Тангвај 1970-их и 1980-их, као и на изборима у бившем Совјетском Савезу. Други могу и да ставе ван закона све друге странке и да укључе чланство у партији као предуслов за обављање јавних функција, као што је у Туркменистану под владавином Сапармурата Нијазова или Заиру под Мобутуом Сесе Секоом.
У својим земљама, доминантне странке које владају једнопартијским државама често се називају једноставно Партија. На пример, у контексту Совјетског Савеза, Партија је означавала Комунистичку партију Совјетског Савеза; у се у Републици Замбији пре 1991. године, односила се на Уједињену националну партију независности.
Већином једнопартијских држава влада једно од следећег:
1. Партија која подржава идеологију марксизма–лењинизма и авангардизма (понекад се описују као „комунистичке државе“, као што је Совјетски Савез)
2. Партија која подржава националистичку или фашистичку идеологију (као што је Краљевина Италија под Националном фашистичком партијом или Немачка под Нацистичком партијом)
3. Странка која је дошла на власт након независности од колонијалне владавине. Једнопартијски системи често произлазе из деколонизације, јер једна партија добија доминантну улогу у ослобађању или борби за независност.

Једнопартијске државе се обично сматрају ауторитарним, у мери у којој су повремено тоталитарне. С друге стране, не функционишу све ауторитарне или тоталитарне државе према једнопартијском систему. Неке, посебно међу апсолутним монархијама и војним диктатурама, немају потребу за владајућом странком, па стога све политичке партије чине нелегалним.

## Садашње једнопартијске државе
Према подацима из 2022 the following countries are legally constituted as one-party states:
| Земља                                  | Шеф странке       | Назив лидера       | Партија                               | Идеологија                                                          | Датум успостављања | Трајање             | Напомене                                                             |  |
| -------------------------------------- | ----------------- | ------------------ | ------------------------------------- | ------------------------------------------------------------------- | ------------------ | ------------------- | -------------------------------------------------------------------- |  |
| Кина                                   | Си Ђинпинг        | Генерални секретар | Комунистичка партија Кине             | Социјализам са кинеским карактеристикама                            | 1. октобар 1949    | 75 година, 245 дана | Предводи Уједињени фронт                                             |  |
| Куба                                   | Мигел Дијаз Канел | Први секретар      | Комунистичка партија Кубе             | Марксизам-лењинизам, фиделизам, чегеваризм, левичарски национализам | 16. април 1961     | 64 године, 48 дана  |                                                                      |  |
| Еритреја                               | Исајас Афеверки   | Председавајући     | Народни фронт за демократију и правду | еритрејски национализам, етатизам                                   | 24. мај 1993       | 32 године, 10 дана  |                                                                      |  |
| Лаос                                   | Тонглоун Сисоулит | Генерални секретар | Народна револуционарна партија Лаоса  | Кајсон фомвиханска мисао                                            | 2. децембар 1975   | 49 година, 183 дана |                                                                      |  |
| Северна Кореја                         | Ким Џонг Ун       | Генерални секретар | Радничка партија Кореје               | Џуче идеја, сонгун                                                  | 10. октобар 1945   | 79 година, 236 дана | Предводи Демократски фронт за поновно уједињење отаџбине (1945-2024) |  |
| Сахарска Арапска Демократска Република | Брагим Гали       | Генерални секретар | Полисарио                             | Сахарски национализам, социјалдемократија                           | 27. фебруар 1976   | 49 година, 96 дана  |                                                                      |  |
| Вијетнам                               | То Лам            | Генерални секретар | Комунистичка партија Вијетнама        | Хо Ши Минова мисао, социјалистички оријентисана тржишна економија   | 2. септембар 1945  | 79 година, 274 дана | Предводи Вијетнамски отаџбински фронт                                |  |

## Бивше једнопартијске државе
| Земља                            | Партија                                                                | Идеологија | Датум успостављања                             | Датум расформирања | Континент       |
| -------------------------------- | ---------------------------------------------------------------------- | --- | ---------------------------------------------- | ------------------ | --------------- |
| Османско царство                 | Партија уније и прогреса                                               | Итихадизам | 11. јун 1913.                                  | 1918               | Азија/Европа    |
| Тинокиста Костарика              | Пеликвистка партија                                                    | Национализам | 1917                                           | 1919               | Северна Америка |
| Турска (једнопартијски период)   | Републиканска народна партија                                          | Кемализам | 1923                                           | 1945               | Азија/Европа    |
| Камбоџа (сангкумска ера)         | Сангкум                                                                | Кмерски национализам, национални конзервативизам, ројализам, етатизам, будистички социјализам, економски национализам       | 1955                                           | 1970               | Азија           |
| Камерун                          | Камерунски народни демократски покрет                                  | Велики шатор, национализам, франкофилија                                                                                    | 1975                                           | 1990               | Африка          |
| Тунис                            | Нео Дестур                                                             | Туниски национализам, бургибизам                                                                                            | 1963                                           | 1964               | Африка          |
| Тунис                            | Социјалистичка дестуријска партија                                     | Туниски национализам, секуларизам, бургибизам                                                                               | 1964                                           | 1981               | Африка          |
| Туркменистан                     | Социјалистичка дестуријска партија                                     | Туркменски национализам, секуларизам, друштвени конзервативизам, свеобухватна партија                                       | 1992                                           | 2008               | Азија           |
| Република Кина/Тајван            | Куоминтанг                                                             | Тридемизам | 1. јул 1925.                                   | 15. јул 1987.      | Азија           |
| Сиријска Република               | Арапски ослободилачки покрет                                           | Панарабизам, модернизам, прозападњаштво                                                                                     | 1953                                           | 1954               | Азија           |
| Република Афганистан             | Национална револуционарна партија                                      | Паштунски национализам, паштунизација, антикомунизам, републиканизам, секуларизам                                           | 14. фебруар 1977.                              | 28. април 1978.    | Азија           |
| Алжир                            | Фронт националног ослобођења                                           | Арапски социјализам, алжирски национализам, панарабизам, антиимперијализам                                                  | 1962                                           | 1989               | Африка          |
| Бангладеш                        | Бангладешкa Кришак Срамик Авами лига                                   | Бенгалски национализам, социјализам                                                                                         | 1975                                           | 1975               | Азија           |
| Бурма                            | Бурманска партија социјалистичког програма                             | Бурмански пут ка социјализму                                                                                                | 1962                                           | 1988               | Азија           |
| Зеленортска Острва               | Афричка партија за независност Гвинеје и Зеленортских Острва           | Комунизам, марксизам-лењинизам                                                                                              | 1975                                           | 1980               | Африка          |
| Зеленортска Острва               | Афричка партија за независност Зеленортских Острва                     | Комунизам, марксизам-лењинизам                                                                                              | 1980                                           | 1990               | Африка          |
| Централноафричка Република       | Покрет за друштвену еволуцију црне Африке                              | Афрички национализам, антиимперијализам, прогресивизам, антиимперијализам                                                   | 1962                                           | 1980               | Африка          |
| Џибути                           | Народни рели за напредак                                               | Интереси Исе | 1977                                           | 1992               | Африка          |
| Екваторијална Гвинеја            | Уједињена национална радничка партија                                  | Афрички национализам, персонализам, антиимперијализам, антиколонијализам, антирасизам, панафриканизам, анти-интелектуализам | 1970                                           | 1979               | Африка          |
| Египат                           | Арапска социјалистичка унија                                           | Арапски национализам, арапски социјализам, панарабизам, насеризам                                                           | 1962                                           | 1976               | Африка          |
| Еритреја                         | Еритрејски народноослободилачки фронт                                  | Левичарски национализам | 1991 (Привремена влада) 1993 (Призната држава) | 1994               | Африка          |
| Гана                             | Convention People's Party                                              | Нкрумајизам, афрички социјализам, афрички национализам, панафриканизам                                                      | 1964                                           | 1966               | Африка          |
| Гвинеја                          | Демократска партија Гвинеје – Афрички демократски скуп                 | Афрички национализам, афрички социјализам, панафриканизам                                                                   | 1958                                           | 1984               | Африка          |
| Гвинеја Бисао                    | Афричка партија за независност Гвинеје и Зеленортских Острва           | Комунизам, марксизам-лењинизам                                                                                              | 1974                                           | 1991               | Африка          |
| Индонезија                       | Индонежанска национална партија                                        | Национализам, мархенизам | 17. август 1945.                               | 3. новембар 1945.  | Азија           |
| Ирак                             | Ирачка арапска социјалистичка унија                                    | Арапски национализам, арапски социјализам, панарабизам, насеризам                                                           | 1964                                           | 1968               | Азија           |
| Ирак                             | Арапска социјалистичка Баас партија (Национални напредни фронт)        | Бааски садамизам | 1968                                           | 2003               | Азија           |
| Либија                           | Либијска арапска социјалистичка унија                                  | Арапски национализам, арапски социјализам, панарабизам, насеризам, национализам                                             | 1971                                           | 1977               | Африка          |
| Демократска Република Мадагаскар | Национални фронт за одбрану револуције                                 | Левичарски национализам, научни социјализам                                                                                 | 1976                                           | 1989               | Африка          |
| Мали                             | Суданска унија – Афрички демократски скуп                              | Афрички национализам, афрички социјализам, панафриканизам                                                                   | 1960                                           | 1968               | Африка          |
| Мали                             | Демократска унија народа Малија                                        | Афрички социјализам, демократски централизам                                                                                | 1976                                           | 1991               | Африка          |
| Мауританија                      | Мауританска народна партија                                            | Национализам, централизам, исламски социјализам                                                                             | 1961                                           | 1978               | Африка          |
| Сао Томе и Принсипе              | Покрет за ослобођење Сао Томе и Принсипеа / Социјалдемократска партија | Комунизам, марксизам-лењинизам                                                                                              | 1975                                           | 1990               | Африка          |
| Сенегал                          | Социјалистичка партија Сенегала                                        | Афрички национализам, афрички социјализам                                                                                   | 1966                                           | 1974               | Африка          |
| Сејшели                          | Народни напредни фронт Сејшела                                         | Комунизам, марксизам-лењинизам                                                                                              | 1977                                           | 1991               | Африка          |
| Сијера Леоне                     | Свенародни конгрес                                                     | Афрички национализам, демократски социјализам                                                                               | 1978                                           | 1991               | Африка          |
| Демократска Република Судан      | Суданска социјалистичка унија                                          | Арапски национализам, арапски социјализам, антикомунизам                                                                    | 1971                                           | 1985               | Африка          |
| Сирија                           | Арапска социјалистичка Баас партија (Национални напредни фронт)        | Нео-Баас | 1963                                           | 27. фебруар 2012.  | Азија           |